# Richard Villalón
Richard Villalón es un cantante y actor peruano residente en España.
Alumno de Andrés Soto, Antonio Cisneros y Chabuca Granda, sus inicios artísticos fueron en los años 1970 en Lima. A mediados de los años 1980 migró a México donde continuó su vida artística siendo recibido por Tania Libertad. En 1997 estableció su residencia en Sevilla, España, huyendo de la homofobia de su país natal.
Ha grabado una treintena de álbumes musicales.
En 2005 se casó con José María Moreno, a quien conoció durante su estadía en México.